# Пик, Вильгельм
Фри́дрих Ви́льгельм Рейнхо́льд Пик (нем. Friedrich Wilhelm Reinhold Pieck; 3 января 1876, Губен, Германия — 7 сентября 1960, Восточный Берлин, ГДР) — немецкий политический и государственный деятель, коммунист, один из основателей германской компартии. Соучредитель Социалистической единой партии Германии и с 1949 года до своей смерти в 1960 году первый и единственный президент ГДР. Вильгельм Пик был одним из основателей «Союза Спартака».

## Биография

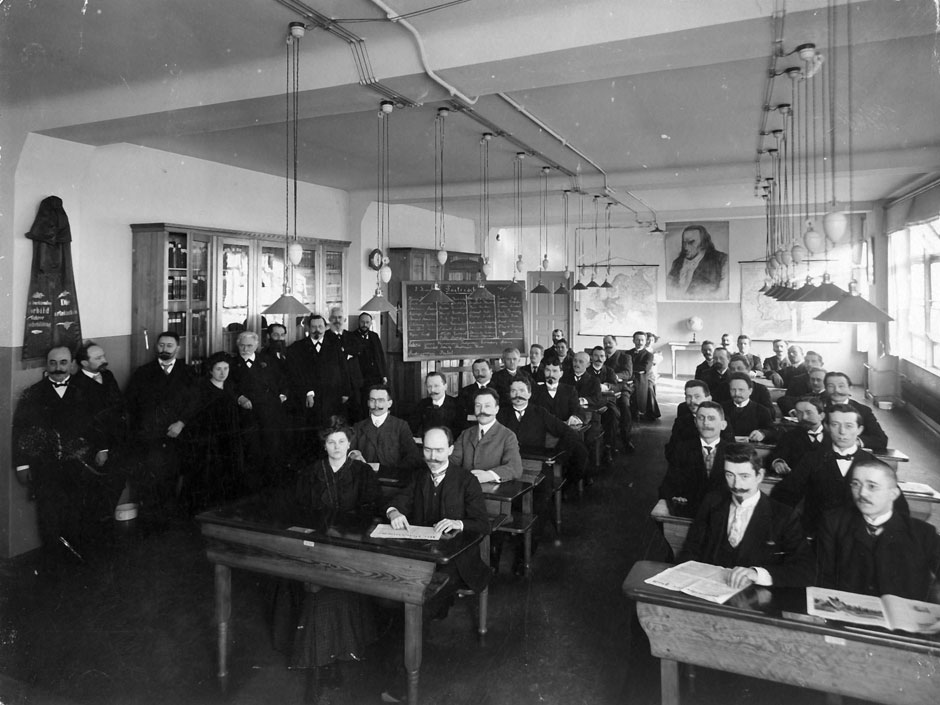
Партийная школа Социал-демократической партии Германии, 1907
Преподаватели, стоящие справа, слева направо: Хьюго Гейнеманн, Генрих Шульц (политик), Курт Розенфельд, Роза Люксембург, Август Бебель, Штадтгаген, Артур, Генрих Кунов, Франц Меринг, Эммануэль Вурм.
Среди студентов: левый ряд, слева во втором ряду — Вильгельм Пик, правый ряд, третий ряд слева — Фридрих Эберт.

Сын кучера, Вильгельм Пик вырос в Губене. Дом, где он родился, находился в восточной части города, ныне являющейся польским городом Губином. По окончании школы учился на столяра и, как было принято тогда, отправился странствовать.
В это время воспитанный в строгих католических традициях Вильгельм Пик впервые узнал о рабочем движении. В 1894 году вступил в немецкий союз работников деревообрабатывающей промышленности, а в 1895 году — в Социал-демократическую партию Германии (СДПГ). С 1896 года работал столяром в Бремене и в 1905 году, являясь председателем районной организации СДПГ, был избран в городской парламент города. В 1907—1908 годах обучался в партийной школе СДПГ, где на его политические взгляды повлияла Роза Люксембург.
Во время Первой мировой войны, являясь решительным противником идеи классового мира, принимал участие в конференциях левых социал-демократов. В 1915 году был призван на военную службу и солдатом продолжил антивоенную агитацию, за что предстал перед военным судом. До вынесения приговора ему удалось сбежать в Берлин, откуда подпольщик и член «Союза Спартака» Вильгельм Пик уехал в эмиграцию в Амстердам.
В ноябре 1918 года вернулся в Берлин, вошёл в состав центрального руководства «Союза Спартака», стал одним из соучредителей и членов ЦК Коммунистической партии Германии (КПГ). В 1919 году за участие в восстании спартакистов был арестован и 15 января 1919 года участвовал в качестве свидетеля в последнем допросе Розы Люксембург и Карла Либкнехта.
В ГДР и СССР официально считалось, будто Пику, в отличие от погибших Либкнехта и Люксембург, удалось бежать. Однако Вальдемар Пабст, командовавший фрайкором, захватившим всех троих, рассказал в интервью журналу Der Spiegel (апрель 1962 года), что получил от Пика затребованную информацию и освободил его в качестве «вознаграждения за предательство». Конвоировал Пика в ту ночь Отто Рунге, известный как один из убийц Либкнехта и Люксембург.
В 1921 году был избран в Исполнительный комитет Коммунистического интернационала, где познакомился с В. И. Лениным. В это же время стал депутатом прусского ландтага, в составе которого оставался до своего избрания в рейхстаг в 1928 году.
В 1922 году стал одним из учредителей Международной Красной помощи, а в 1925 году — председателем Красной помощи Германии. За свои заслуги в международном движении в 1931 году был избран в Президиум Исполнительного комитета Коммунистического Интернационала.

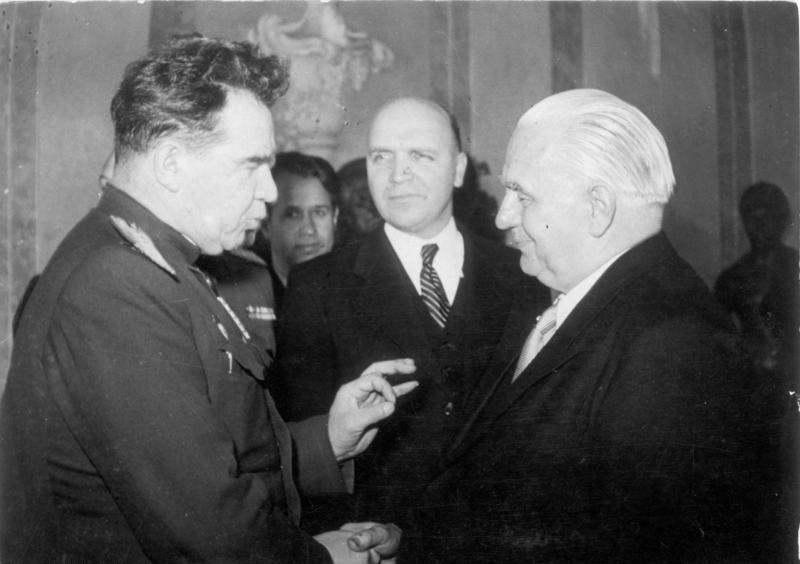
Главком ГСОВГ В. И. Чуйков (1949—1953) и президент ГДР Вильгельм Пик, 1951 год

Коммунистическая партия Германии являлась шефом 2-й Черниговской им. Германской компартии Червонного казачества кавалерийской дивизии. В 1928 году Пик посетил дивизию.

В 1933 году после прихода к власти Адольфа Гитлера и начавшегося преследования немецких коммунистов Пик принял участие в нелегальном заседании Центрального комитета КПГ, состоявшемся под Берлином. 25 августа 1933 года он был лишён немецкого гражданства. После убийства Йона Шера в 1934 году Пик как его заместитель встал во главе партии. Однако уже в мае он был вынужден покинуть Германию и эмигрировал в Париж, где он с Францом Далемом и Вильгельмом Флорином образовал заграничное руководство КПГ.
КПГ ушла в подполье и осуществляла свою деятельность из-за рубежа, а Пик переехал в Москву. В 1935 году на 7-м конгрессе Коминтерна он выступил от имени ИККИ с отчётным докладом. В том же году на «Брюссельской» партийной конференции (на самом деле проходившей в Подмосквье) был избран председателем КПГ на время заключения Эрнста Тельмана. На «Бернской» конференции КПГ (проходившей под Парижем) 30 января — 1 февраля 1939 года, призвав к объединению всех антинацистских сил Германии, очертил программу установления в стране новой демократической республики. В 1943 году выступил одним из организаторов Национального комитета «Свободная Германия». Руководил подготовкой немецких антифашистских групп, забрасываемых на территорию Германии.

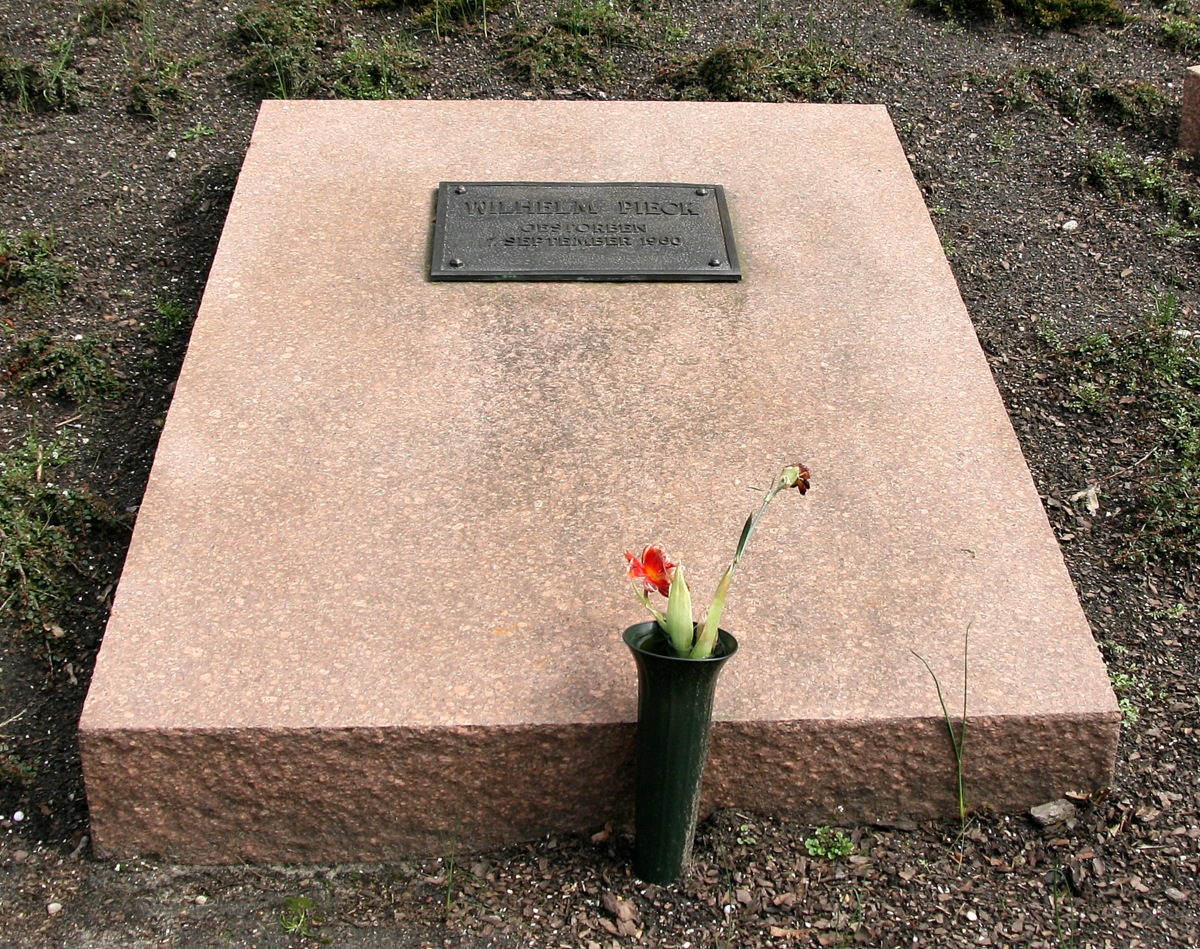
Могила

1 июля 1945 года вернулся в Берлин и приступил к новому политическому строительству в советской зоне оккупации Германии. Всячески способствовал объединению СДПГ и КПГ в СЕПГ. В 1946 году вместе с Отто Гротеволем стал сопредседателем СЕПГ, а в 1949 году после образования Германской Демократической Республики стал её первым и единственным президентом. Этот представительский пост занимал вплоть до своей смерти в 1960 году. Фактически страной управлял Вальтер Ульбрихт, занимавший пост Генерального секретаря ЦК СЕПГ.
Э. Хонеккер напишет спустя годы в своем дневнике: "Надо сказать спасибо КПГ и СЕПГ, что в 1945 г. они были рядом. Только Пик мог поговорить со Сталиным, возразить ему. И он это делал, я знаю..."

## Память
- Имя Вильгельма Пика в 1961—1990 годах носил его родной город Губен — Вильгельм-Пик-Штадт-Губен. В этом городе в 1975 году ему был установлен памятник (нем. Wilhelm-Pieck-Monument) с пластическими украшениями работы известного скульптора Герхарда Тиме[нем.][9].
- В честь Пика названы улицы в Москве, Волжском, Донецке, Киеве (с 2016 года ул. Ружинская), площадь в Братиславе (с 1992 года — Малокарпатская площадь).
- Оборонное Общество спорта и техники ГДР имело учебное парусное судно — бригантину «Вильгельм Пик» постройки 1951 года (в настоящее время — «Greif»).
- Камское речное пароходство МРФ РСФСР имело в своём составе речное круизное судно проекта 588 «Вильгельм Пик», построенное в январе 1961 года на верфи «Матиас Тезен» ГДР (с 1992 года — «Павел Бажов»).
- В ГДР и СССР были выпущены почтовые марки, посвящённые Вильгельму Пику.
- В 1972 году в ГДР была выпущена памятная монета номиналом в 20 марок с изображением В. Пика.
- В фильме «Эрнст Тельман — сын своего класса» роль Вильгельма Пика сыграл его сын Артур Пик.
- В фильме Эрнст Тельман — вождь своего класса[нем.] роль Вильгельма Пика сыграл Ханс Верль[нем.].
- В киноэпопее «Солдаты свободы» (1977) роль Вильгельма Пика сыграл Хорст Пройскер.

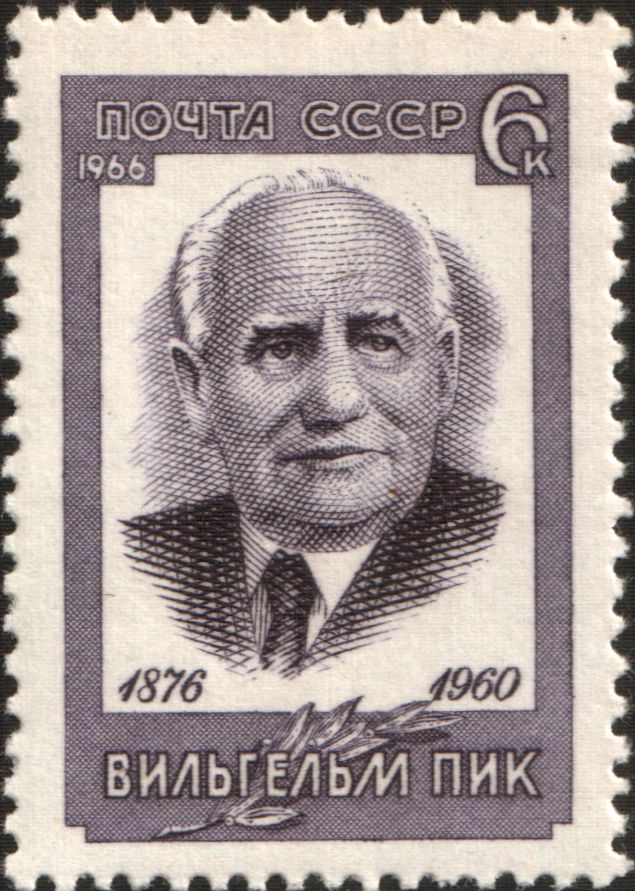
Почтовая марка СССР. 1966 год
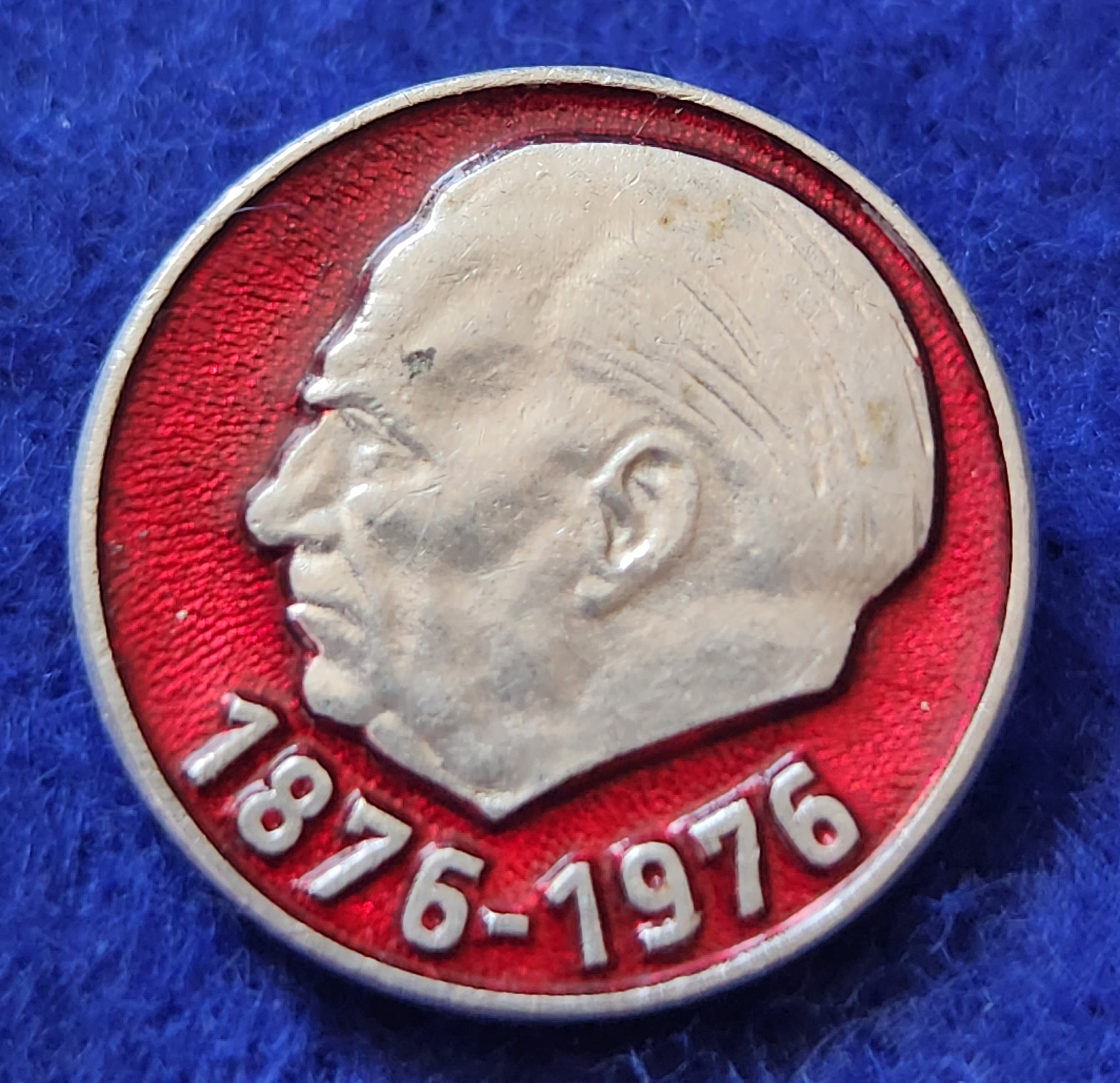
Вильгельм Пик 1876-1976 значок ГДР

## Награды
- Герой Труда ГДР (1951)
- Орден Карла Маркса (1953)
- Орден «За заслуги перед Отечеством» 1-й степени (1954)
- Орден «Знамя Труда»